# Dorfkirche Dossow

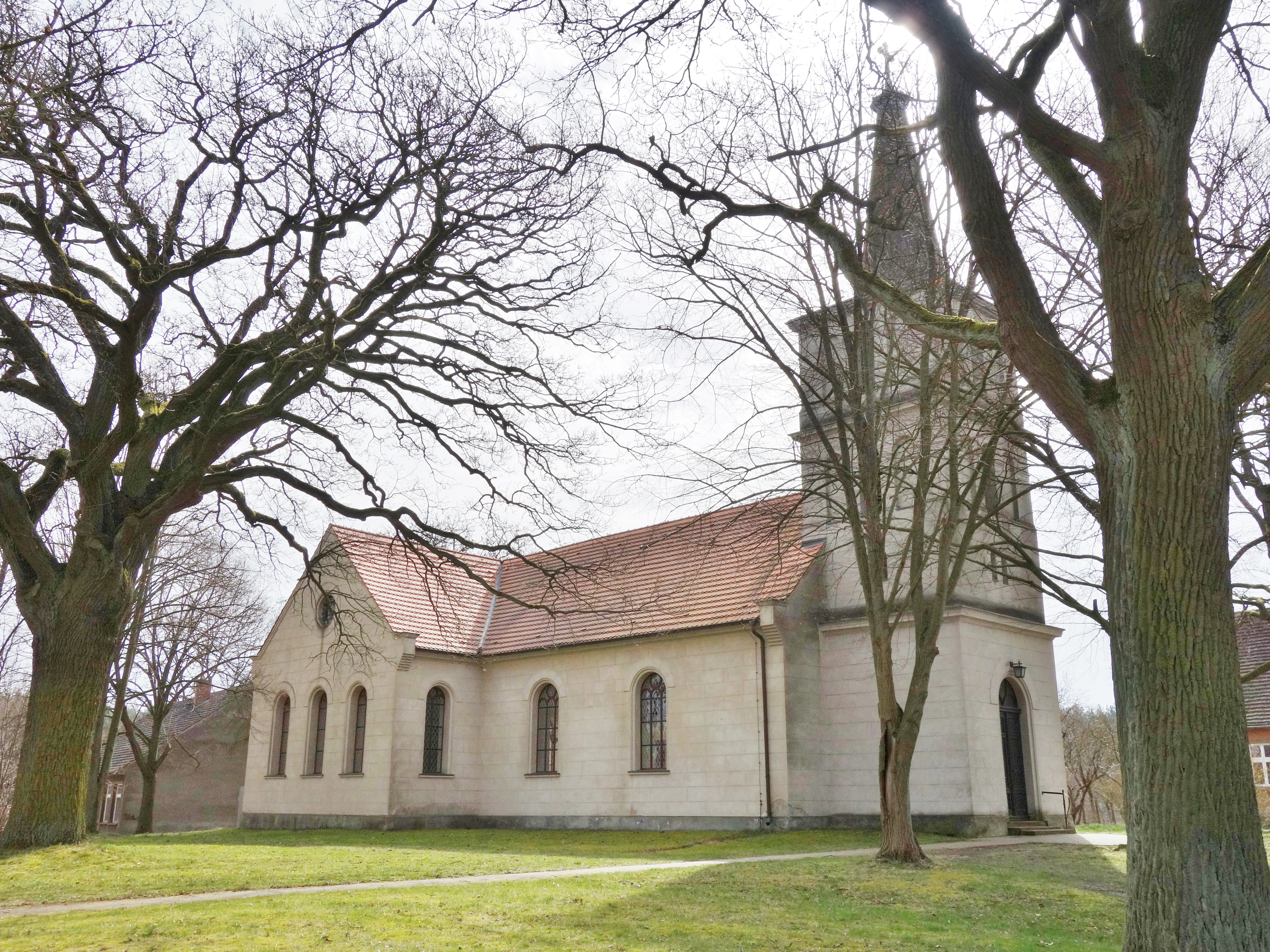
Nordwestansicht

Die Dorfkirche Dossow ist eine Saalkirche im Ortsteil Dossow der Stadt Wittstock/Dosse im Landkreis Ostprignitz-Ruppin des Landes Brandenburg. Sie steht an der Stelle eines ursprünglichen Kirchenbaus aus dem 15. Jahrhundert. Dieser war 1822 abgebrannt. Das heutige Gebäude wurde 1832 in klassizistischer Form errichtet. Dabei wurde im Westen ein dreigeschossiger Turm zugefügt.
1859 erfolgte eine Erweiterung auf Kreuzform unter Hinzufügung einer Apsis.